# Jean-Pierre Pedrazzini

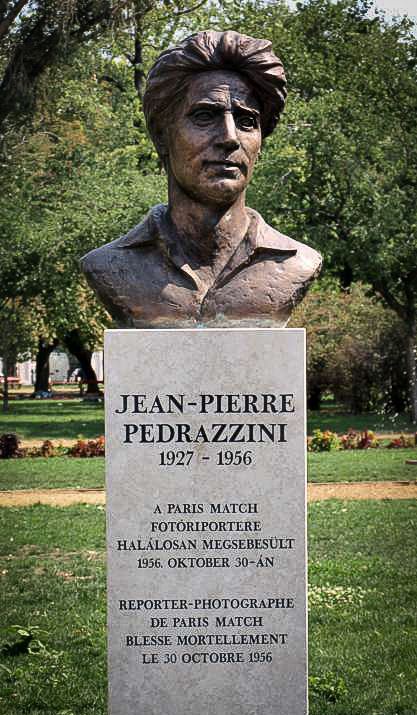
Büste von Jean-Pierre Pedrazzini in Budapest

Jean-Pierre Pedrazzini (* 30. Januar 1927 in Paris; † 7. November 1956 in Neuilly-sur-Seine) war ein französisch-schweizerischer Reportage-Fotograf.

## Leben
Pedrazzini kam als französisch-schweizerischer Doppelbürger in Paris zur Welt. Seine Mutter stammte aus Monaco, sein Vater aus Campo (Vallemaggia).
Er wuchs in Paris, Nizza und nach Ausbruch des Zweiten Weltkrieges in der Schweiz auf. Nach dem Krieg kehrte er nach Paris zurück. Hier fand er beim Wochenmagazin Paris Match seine erste Anstellung, zuerst als Assistent des Fotoreporters Walter Carone. Bereits anderthalb Jahre später wurde er zum grand reporter befördert.
Seine bekanntesten Reportagen hatten eine amerikanische Militärbasis am Nordpol, die Krönung der britischen Königin und die Unruhen in Tunesien und Marokko sowie eine Reise durch die Sowjetunion zum Thema.
1956 wurde er im Auftrag von Paris Match nach Budapest geschickt, um den Ungarischen Volksaufstand zu dokumentieren. Dort wurde er am 30. Oktober von 14 Kugeln getroffen. Schwer verletzt wurde er nach Paris überführt, wo er am 7. November starb. In Ungarn ist Pedrazzini als einer der Helden des Aufstandes in Erinnerung geblieben.
Er war dann im Friedhof von Locarno begraben.

## Ehrungen
Posthum wurde er zum Ritter der Ehrenlegion ernannt. Anlässlich der Gedenkfeiern an den Aufstand des ungarischen Volkes enthüllten am 23. Oktober 2006 der Schweizer Bundespräsident Moritz Leuenberger und die französische delegierte Ministerin für Europäische Fragen Catherine Colonna in Budapest eine Büste Pedrazzinis.